# Río Bergantes
Río Bergantes este o arie protejată (arie specială de conservare — SAC, sit de importanță comunitară — SCI) din Spania întinsă pe o suprafață de 241,06 ha, integral pe uscat.

## Localizare
Centrul sitului Río Bergantes este situat la coordonatele 40°50′05″N 0°10′58″W / 40.8348°N 0.182797°V.

## Înființare
Situl Río Bergantes a fost declarat sit de importanță comunitară în iulie 2000 pentru a proteja 3 specii de animale. Situl a fost protejat și ca arie specială de conservare în februarie 2021.

## Biodiversitate
Situată în ecoregiunea mediteraneană, aria protejată conține 5 habitate naturale: Galerii de Salix alba și de Populus alba, Pseudostepă cu ierburi și specii anuale de Thero-Brachypodietea, Râuri mediteraneene cu debit permanent și vegetație de Glaucium flavum, Pajiști umede mediteraneene cu ierburi înalte de Molinio-Holoschoenion, Matorral arborescenți cu Juniperus spp..
La baza desemnării sitului se află mai multe specii protejate:
- mamifere (2): vidră de râu (Lutra lutra), liliacul mediteranean cu potcoavă (Rhinolophus euryale)
- pești (1): Parachondrostoma miegii

Pe lângă speciile protejate, pe teritoriul sitului au mai fost identificate 4 specii de plante, 25 de specii de păsări, 3 specii de amfibieni, 3 specii de mamifere, 2 specii de pești, 1 specie de reptile.